# دوز هم‌ارز
دوز معادل یا دوز هم‌ارز (به انگلیسی: Equivalent dose) با نشان (HT)، سنجشی از پرتو به بافت است که در آن اثر نسبی زیستی (RBE) متفاوت پرتوهای یونیزان مختلف در نظر گرفته شده است. بر این اساس، اگر دز معادل وارد به بافت T توسط پرتو R را با HT،R نشان دهیم:
{\displaystyle H_{T,R}=w_{R}\times D_{T,R}\,}
که در آن wR یک ضریب وزنی (weighting factor) وابسته به پرتو R است و DT،R دز جذبی وارد به بافت T توسط پرتو R است. 
یکای دز معادل سیورت است.